# Kasteel Huldenberg
Kasteel Huldenberg is een kasteel in de gemeente Huldenberg in de Belgische provincie Vlaams-Brabant. Het kasteel ligt ten westen van het dorp en wordt omgeven door een kasteelpark.

## Geschiedenis
In de middeleeuwen werd er hier een slot gebouwd dat een vierkant plattegrond had met hoektorens en werd omgeven door een omheiningsmuur met wachttorens. Het geheel was omgeven door brede grachten.
Tussen 1811-1819 werd dit kasteel gesloopt en werd er een nieuw kasteel gebouwd.
In 1848 brandde dit nieuwe kasteel af en werd vervolgens in neoclassicistische stijl opnieuw gebouwd.

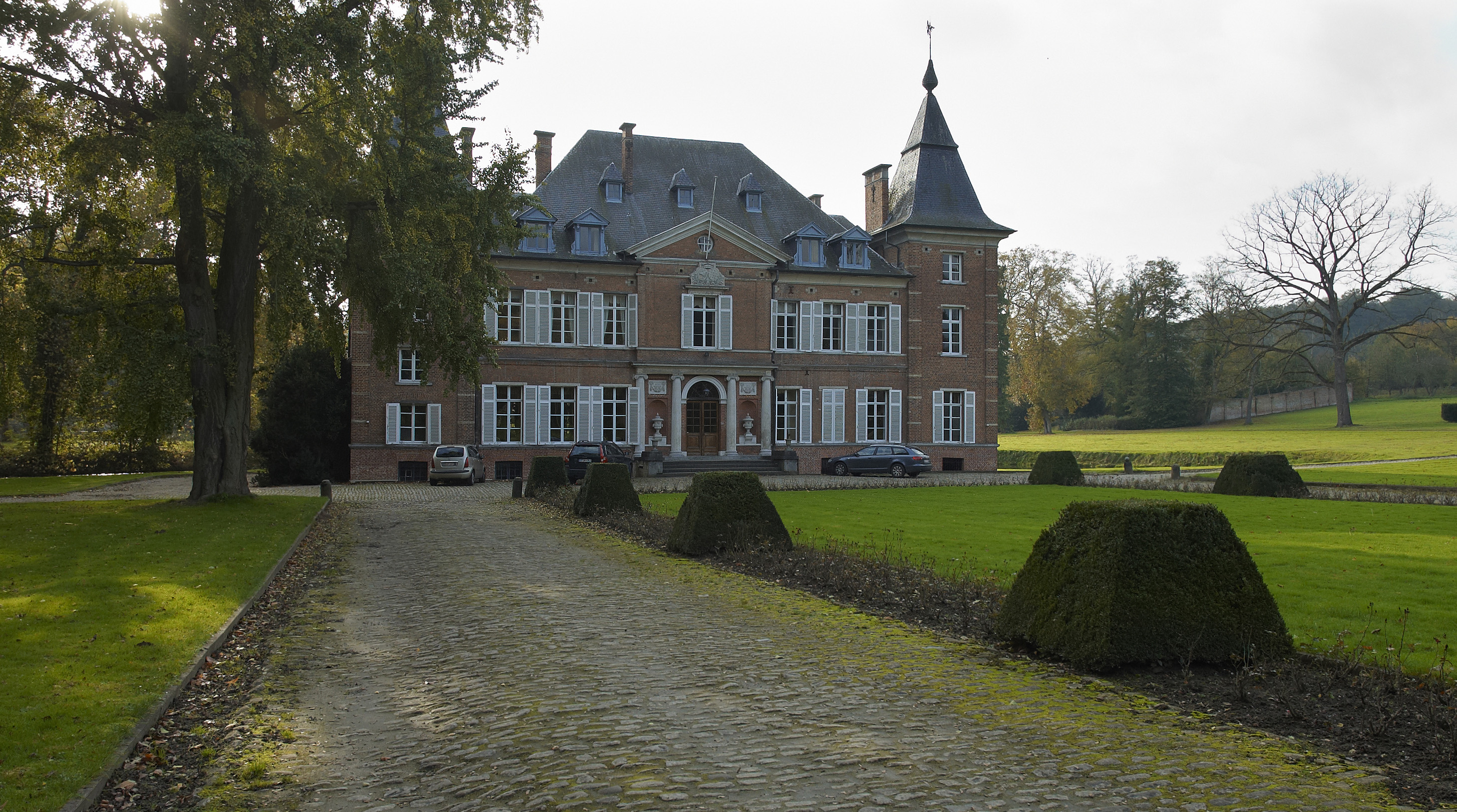
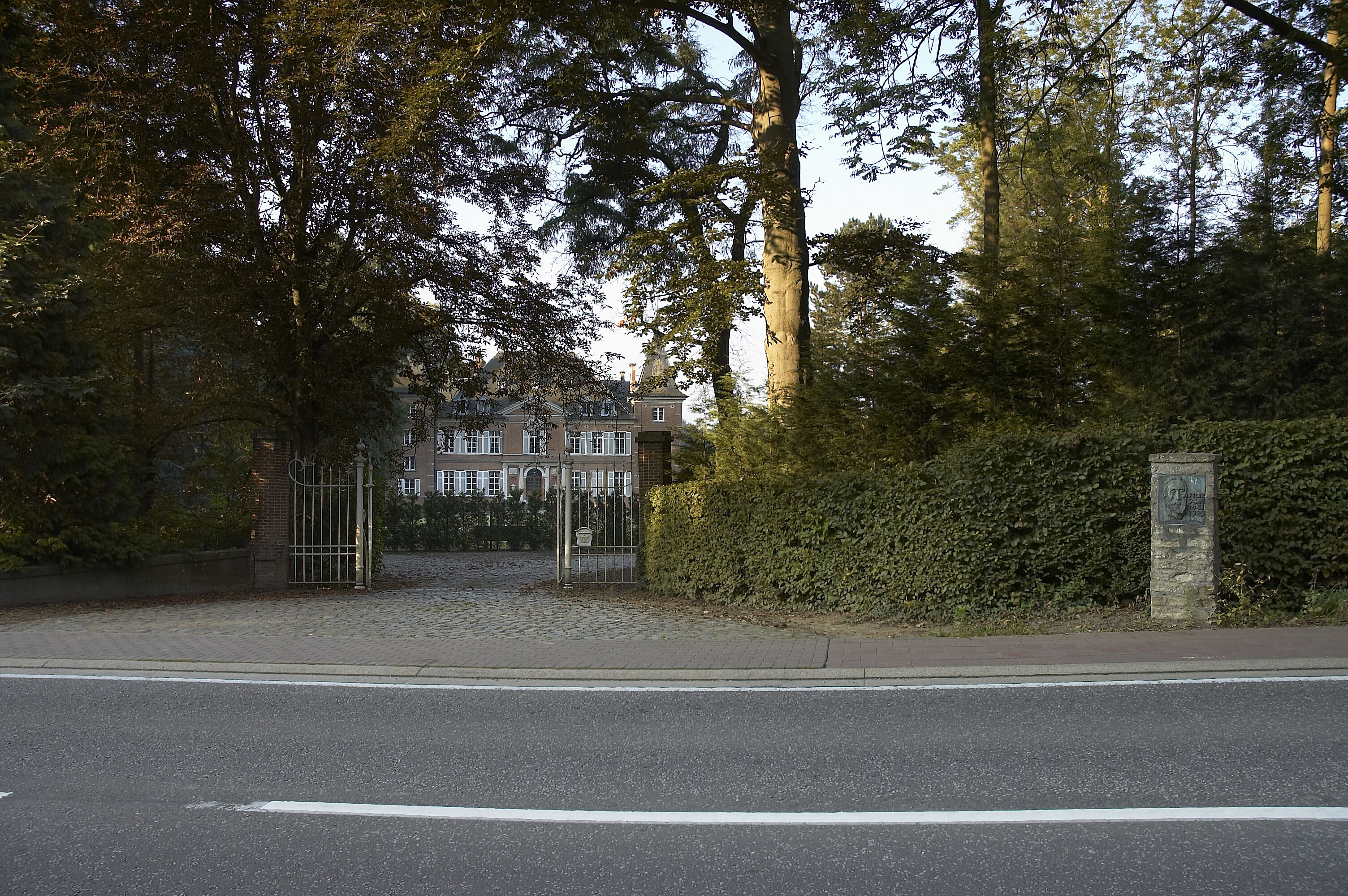
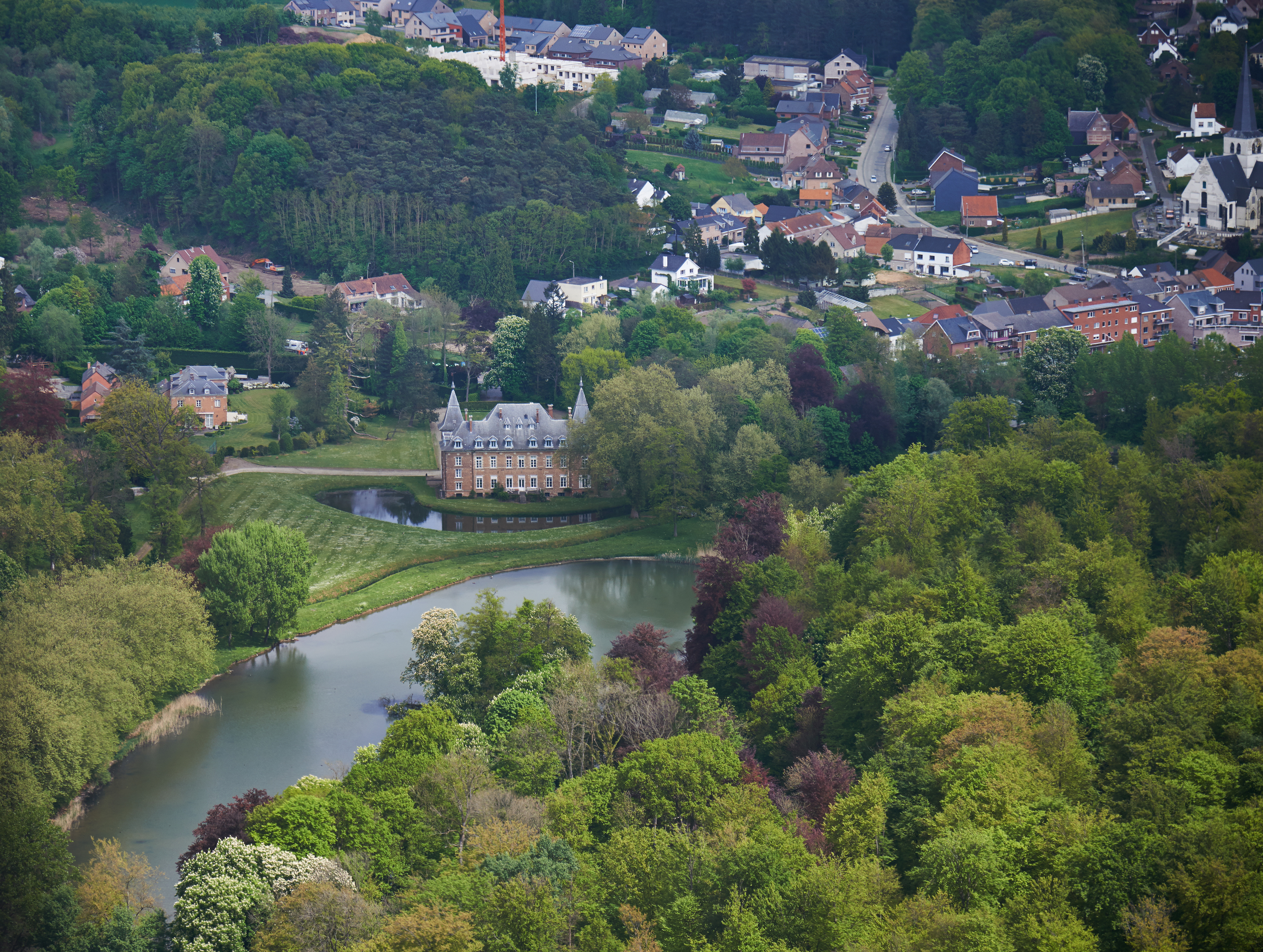